# Nepal ai Giochi della XX Olimpiade
Il Nepal partecipò ai Giochi della XX Olimpiade che si sono svolti a Monaco di Baviera dal 26 agosto all'11 settembre 1972, con una delegazione di due atleti, entrambi impegnati nella maratona. Il portabandiera fu Jit Bahadur Khatri Chhetri.
Fu la seconda partecipazione di questo paese ai Giochi estivi. Non fu conquistata nessuna medaglia.